# Liste der Monuments historiques in Saulcy (Aube)
Die Liste der Monuments historiques in Saulcy führt die Monuments historiques in der französischen Gemeinde Saulcy auf.

## Liste der Immobilien
| Bezeichnung     | Beschreibung | Standort                 | Kennzeichnung | Schutzstatus | Datum | Bild |
| --------------- | --- | ------------------------ | ------------- | ------------ | ----- | ---- |
| Ferme du Cornet | ehemalige Grangie des Klosters Clairvaux; Wohnhaus, Scheune, Eingangsturm und Taubenturm, 16. und 17. Jahrhundert | südlich des Ortes (Lage) | PA00125377    | Classé       | 1993  |      |